# Strongylophthalmyiidae
Famille
Synonymes
- Strongylophthalmyiinae Hendel, 1917 - protonyme

Les Strongylophthalmyiidae sont une famille de diptères brachycères.

## Taxonomie
Ce taxon a été décrit initialement comme sous-famille des Psilidae sous le nom de Strongylophthalmyiinae.

## Liste des genres
Selon BioLib (2 juin 2019) :
- genre Strongylophthalmyia Heller, 1902

## Publication originale
- (en) Friedrich Georg Hendel, « Beiträge zur Kenntnis der acalypteraten Musciden », Deutsche Entomologische Zeitschrift, Pensoft Publishers (d), vol. 1917,‎ 1917, p. 33-47 (ISSN 1435-1951 et 1860-1324, OCLC 1909060532, lire en ligne).